# Centrotec
Die Centrotec SE ist ein Hersteller von Gebäudetechnik mit Sitz in Brilon. Das Unternehmen vertreibt seine Produkte in über 50 Ländern.

## Geschichte
Die Centroplast Kunststofferzeugnisse GmbH wurde 1981 von Guido A. Krass in Marsberg als Produzent von Halbzeugen der Kunststoffindustrie gegründet.
Am 8. Dezember 1998 ging das Unternehmen als Centrotec Hochleistungskunststoffe AG an die Börse und wurde im Neuen Markt notiert; 2003 erfolgte die Umfirmierung in Centrotec Sustainable AG. Durch Beteiligungen und Übernahmen wie z. B. des niederländischen Zu- und Ablufttechnik-Herstellers Ubbink Systemtechnik im Jahr 1999, Ned Air im Jahr 2003 und der Wolf-Gruppe 2006, sowie durch Gründung von eigenen Tochtergesellschaften, konnte Centrotec zunächst stark wachsen.
Die Centrosolar Group AG, die das Konzernsegment Photovoltaik bildete, wurde 2005 an die Börse gebracht. Die zuletzt verbliebenen Centrosolar-Anteile von etwa 26 % veräußerte Centrotec im Oktober 2012. Die Centrosolar Group AG ging Anfang 2014 in die Insolvenz und wurde nachfolgend abgewickelt.
Vom 4. September 2008 bis zum 22. Dezember 2014 war die Aktie im SDAX notiert.
Im Jahr 2020 firmierte die Centrotec Sustainable AG in Centrotec SE um und verkündete im November das Delisting bis Januar 2021.
Im September 2022 wurde bekannt gegeben, dass die Centrotec Division „Centrotec Climate Systems“ vom italienischen Heiztechnik-Unternehmen Ariston Thermo übernommen werden soll.

## Aktionärsstruktur und Aktienrückkauf
(Stand: Ende 2024)
- Guido A. Krass – 89,0 %
- eigene Aktien – 3,4 %
- Streubesitz – 7,6 %

Über ein Aktienrückkaufprogramm kauft die Centrotec SE seit Anfang 2025 börsentäglich ca. 1.000 eigene Aktien zurück. Das momentan laufende Programm endet nach 200.000 Aktien.

## Aktivitäten
Centrotec gliedert sich in drei Segmente (Stand 2016): Climate Systems, Gas Flue Systems und Medical Technology & Engineering Plastics, Letzteres unter dem Dach der medimondi AG zusammengefasst, deren geplanter Börsengang von der Finanzkrise vereitelt wurde. Das Unternehmen stellt Produkte für die Gebäudetechnik her: Heizsysteme, Klimasysteme, Lüftungssysteme, Abgassysteme, Abluftsystemtechnik, sowie Medizintechnik und Hochleistungskunststoff-Teile.